# Justine Ghekiere
Justine Ghekiere, née le 14 mai 1996 à Iseghem, est une coureuse cycliste belge.

## Biographie

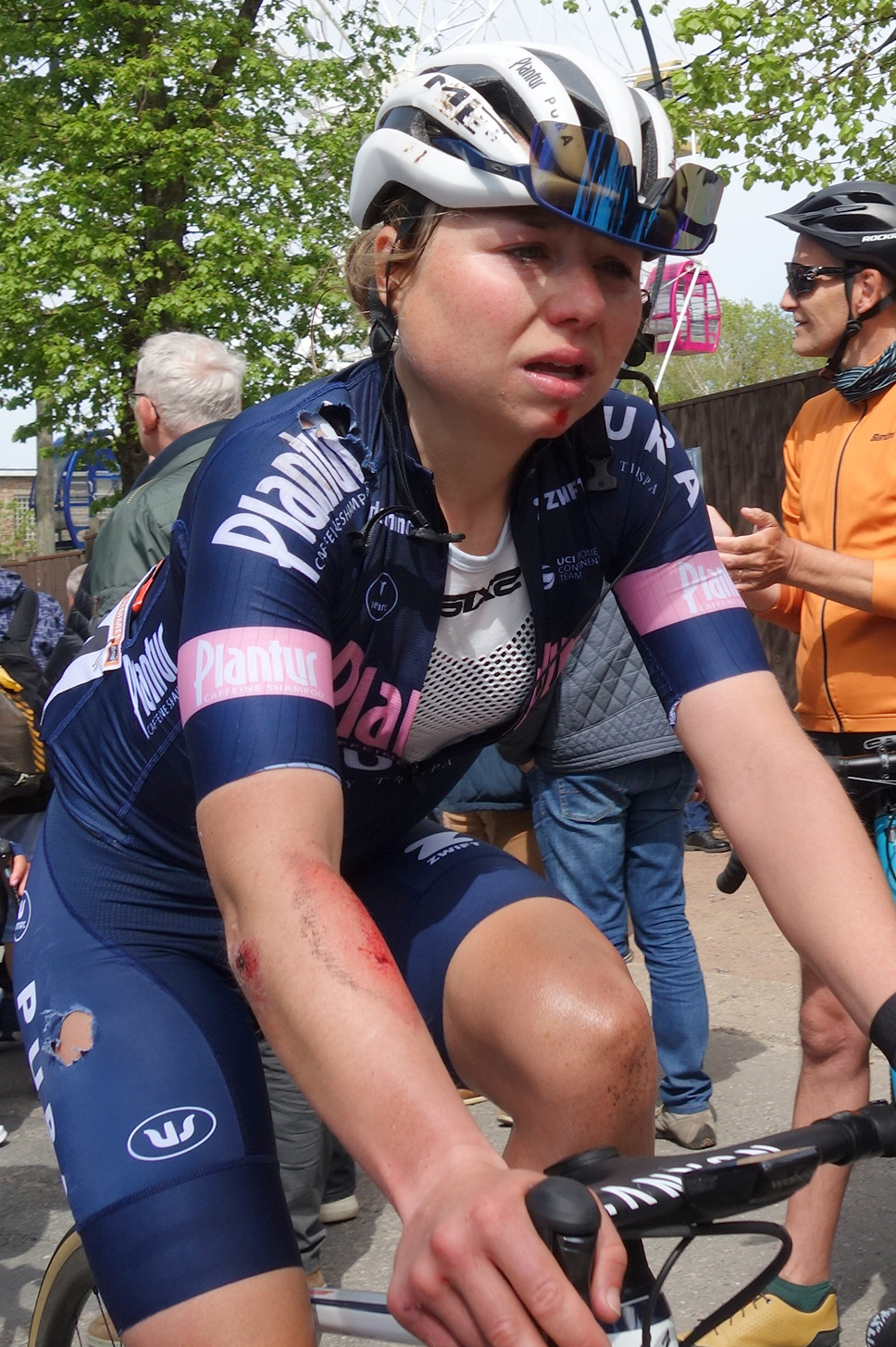
Justine Ghekiere après l'arrivée de la Flèche wallonne féminine 2022 au sommet du Mur de Huy.

Fille d’un avocat et d’une mère au foyer, Justine Ghekiere pratique enfant la natation et le tennis. À l’occasion de son seizième anniversaire son père lui offre un VTT qu’elle utilise peu et délaisse deux ans pendant ses études. Elle découvre la compétition en VTT par son ex-petit ami qui l’incite à participer à une course par étape en Croatie. Pendant la pandémie de covid-19, elle perd son emploi de coach personnelle dans une salle de sport et décide, pour rester en forme, de rouler sur home trainer sur la plateforme Zwift,.
Elle remporte une compétition dans laquelle elle doit parcourir autant de kilomètres virtuels que possible en une semaine et est disqualifiée parce que sa performance le dernier jour (13 heures et 450 km) semble invraisemblable pour les organisateurs. Cependant, après avoir soumis des données à Zwift pour des vérifications, elle se voit offrir en récompense des tests à l'effort dans un centre Energy Lab,. Sur la base de ses résultats - ses valeurs étaient meilleures que celles d’une cycliste professionnelle venue le même jour - elle est acceptée dans le projet Lotto Cycling Talent, puis roule pour l'équipe belge Bingoal Casino-Chevalmeire en 2021.

### Débuts professionnels en 2021 à presque 25 ans
La première sortie professionnelle de Ghekiere a lieu en mars 2021 lors du Samyn des Dames alors qu’elle n’a encore jamais roulé en peloton. Quelques semaines plus tard, elle participe au Tour des Flandres féminin, une course World Tour. À cause des difficultés rencontrées pour rouler dans le peloton, ne termine pas plusieurs de ses premières courses,. À la fin de la saison, elle figure dans le top dix pour la première fois lors de deux étapes du Tour de l'Ardèche qu'elle termine à la douzième place. C’est à cette occasion qu’elle découvre ses talents de grimpeuse.

### 2022
En 2022, Ghekiere court pour Plantur-Pura et décroche son premier succès notable en remportant le classement de la montagne du Tour de Thuringe. En septembre, elle est sur le point de remporter sa première victoire lors du Grand Prix de Wallonie, mais elle perd le contrôle de la pédale automatique dans la dernière ligne droite et doit laisser Julie De Wilde la dépasser. Cette année, elle est appelée pour la première fois dans l'équipe nationale et participe aux championnats du monde, où elle se classe 19e.

### 2023
En 2023, Ghekiere rejoint AG Insurance-Soudal Quick-Step, une équipe du World Tour. Lors de sa première course pour cette équipe, la Setmana Ciclista Valenciana, elle est battue de peu au sprint lors de la dernière étape, mais remporte le classement général et celui de la montagne. L'été qui suit, elle participe au Tour d'Italie féminin et au Tour de France Femmes.

### 2024: une étape du Tour de France et meilleure grimpeuse de deux grands tours
En 2024, elle remporte à nouveau le classement de la montagne d'une course par étapes lors du Tour de Catalogne féminin. Aux championnats de Belgique en juin, elle monte sur le podium en terminant troisième. Peu après, elle est sélectionnée pour la course sur route des Jeux olympiques de Paris. En juillet, elle remporte le classement de la montagne du Tour d'Italie féminin, une première pour elle au niveau World Tour.
À l'issue de la 6e étape du Tour de France, elle endosse le maillot à pois du classement de la montagne puis gagne le lendemain en solitaire la 7e étape au sommet au Grand Bornand. Faisant partie des six échappées dès la mi-course, elle s'isole en tête lors de l'avant-dernière ascension de la journée et remporte la première victoire de sa carrière professionnelle en conservant plus d'une minute d'avance sur les favorites. Elle termine ce Tour avec le maillot à pois du classement de la montagne. Lors de la course en ligne aux championnats du monde de Zurich, elle fait une partie de la course en tête avant d'être reprise par les favorites et de terminer à la 7e place, se mettant au service de la gagnante Lotte Kopecky.

## Palmarès sur route

### Par années
- 2022
  - 2e du Grand Prix de Wallonie
- 2023
  - Classement général de la Setmana Ciclista Valenciana
  - 8e du Trofeo Alfredo Binda-Comune di Cittiglio
- 2024
  - 7e étape du Tour de France
  - 7e du championnat du monde sur route
- 2025
  -  Championne de Belgique sur route
  - 1re étape du Tour de Norvège
  - 2e du Tour de Norvège
  - 4e du Tour du Pays basque
  - 6e du Women's Tour Down Under

### Résultats sur les grands tours

#### Tour d'Italie
2 participations
- 2023 : 24e
- 2024 : 32e,  vainqueure du classement de la montagne

#### Tour de France
3 participations
- 2023 : 22e
- 2024 : 30e,  vainqueure du classement de la meilleure grimpeuse et de la 7e étape
- 2025 : 14e

#### Tour d'Espagne
2 participations :
- 2024 : non-partante (4e étape)
- 2025 : 34e

### Classements mondiaux
| Année                                 | 2021 | 2022 | 2023 | 2024 |
| ------------------------------------- | ---- | ---- | ---- | ---- |
| Classement UCI                        | 728e | 202e | 62e  | 88e  |
| UCI World Tour                        | nc   | 147e | 83e  | 108e |
|                                       |      |      |      |      |
| Légende : nc = non classéSource : UCI |      |      |      |      |

## Distinctions
- Vélo de cristal de la meilleure équipière en 2024